# Государственное авиапредприятие «Украина»
Госуда́рственное авиацио́нное предприя́тие «Украи́на» (укр. Державне авіаційне підприємство «Україна», англ. State Air Enterprise “Ukraine”) — украинское государственное авиапредприятие, осуществляющее воздушные перевозки высших должностных лиц Украины. Находится в ведении Государственного управления делами Украины, базируется в международном аэропорту Борисполь.

## История

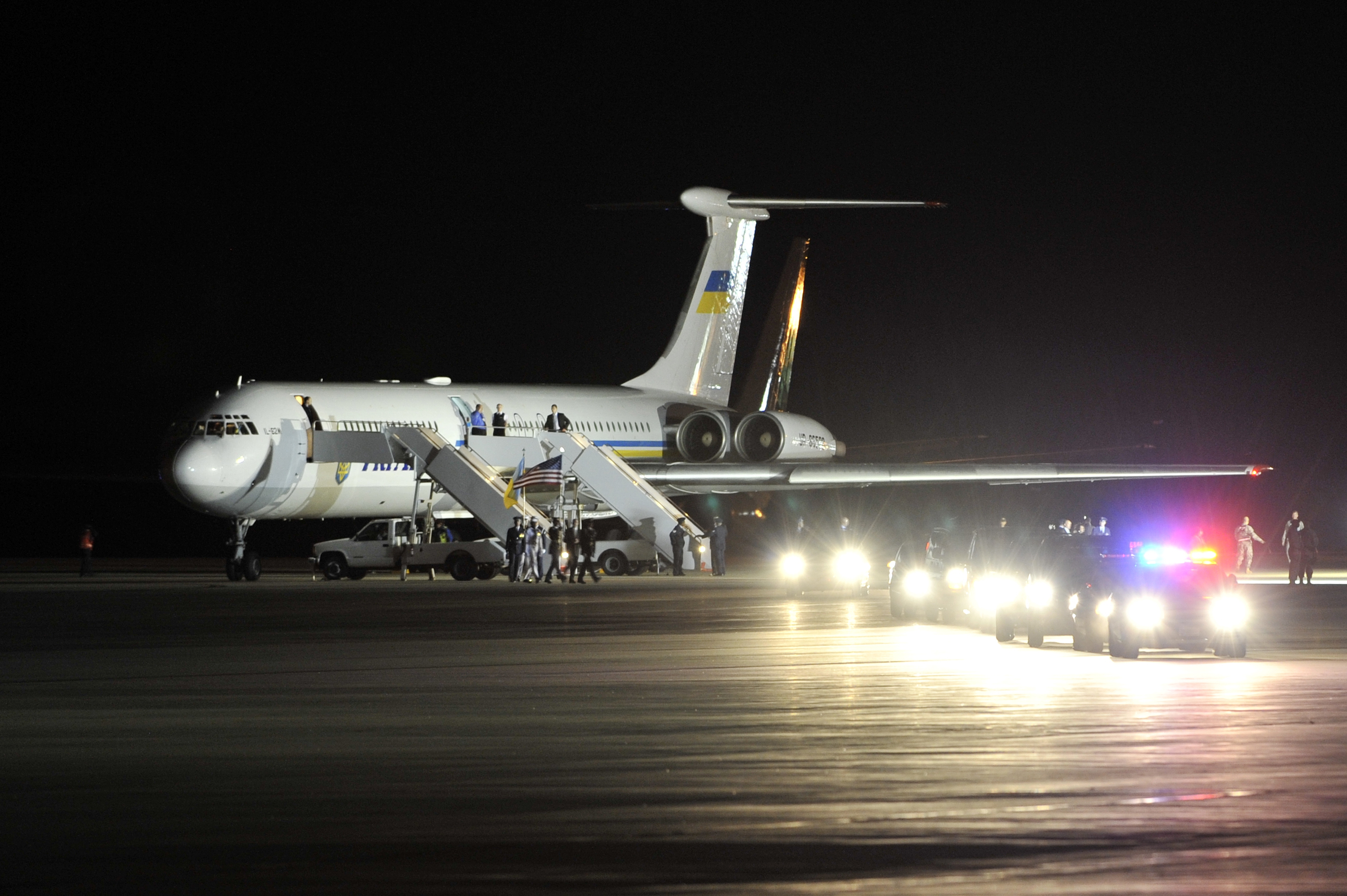
Кортеж Виктора Януковича на фоне Ил-62МК (UR-86528) ГАП «Украина» в Вашингтоне, 2010 год.

До 1996 года фактическим перевозчиком государственного руководства была авиакомпания Авиалинии Украины. Указом президента Украины от 15 июля 1997 года для перевозки официальных делегаций и должностных лиц было создано отдельное государственное предприятие, куда поступили воздушные суда Авиалиний Украины, использовавшиеся для правительственных авиаперевозок. Предприятие находится в ведении Государственного управления делами и финансируется из государственного бюджета. В 2016 году было выполнено 57 рейсов, общие расходы на техобслуживание составили 22 миллиона гривен, на топливо 5,162 миллиона гривен.
Накануне вторжения России в феврале 2022 года воздушные суда авиапредприятия были перебазированы в Польшу.

## Флот
Изначально авиакомпания использовала только самолёты советского производства. В 2014 году их использование было окончательно прекращено. Один из самолётов (Ту-134А-3 рег. UR-65782) был передан в авиационный музей в Жулянах. Также планировалось передать туда один из президентских Ил-62, но по состоянию на 2019 год оба борта этого типа по-прежнему находятся на хранении в Борисполе. В 2019 году парк включает в себя воздушные суда производства Евросоюза, Украины и России.

### Действующий
По состоянию на лето 2019 года предприятие выполняет полёты на 3 самолётах и 1 вертолёте.
| Тип самолёта  | Год ввода | Количество | Примечания | Изображение |
| ------------- | --------- | ---------- | ---------- | ----------- |
| Airbus A319CJ | 2008      | 1          | UR-ABA     |             |
| Ан-74ТК-300   | 2012      | 1          | UR-AWB     |             |
| Ан-148-100    | 2017      | 1          | UR-UKR     |             |
| Ми-8МТВ-1     | 2002      | 1          | UR-PAB     |             |

### Выведены из эксплуатации
Ранее использовавшиеся компанией типы воздушных судов:
| Тип самолёта | Год ввода | Год вывода | Изображение |
| ------------ | --------- | ---------- | ----------- |
| Ил-62        | 1997      | 2014       |             |
| Ту-134       | 1997      | 2014       |             |
| Як-40        | 1997      | 2011       |             |